# Șerbăneasa (okręg Vâlcea)
Șerbăneasa – wieś w Rumunii, w okręgu Vâlcea, w gminie Nicolae Bălcescu. W 2011 roku liczyła 386 
mieszkańców.